# Montliausut
Montliausut (en francès Montlauzun) és un municipi francès situat al departament de l'Òlt i a la regió d'Occitània.

## Demografia
| 1962                                       | 1968 | 1975 | 1982 | 1990 | 1999 | 2006 |
| ------------------------------------------ | ---- | ---- | ---- | ---- | ---- | ---- |
| 95                                         | 129  | 114  | 127  | 102  | 117  | 131  |
| Des de 1962: població sense dobles comptes |      |      |      |      |      |      |

## Administració
| Període | Identitat        | Partit  |
| ------- | ---------------- | ------- |
| 2001-   | Bernard Borredon | radical |